# Dataria Apostólica
A Dataria Apostólica era um dos cinco Ufficii di Curia, ou seja, um órgão da Cúria Romana, anexo à Chancelaria Apostólica. Foi criado no século XII e extinto no século XX no pontificado do Papa Pio X.
A sua função inicial era a datação e autenticação dos documentos pontifícios. Mais tarde, passou a ter funções de velar pelos bens eclesiásticos. As sua funções passaram depois para a Chancelaria, e desde o pontificado do Papa Paulo VI (em 27 de fevereiro de 1974) são asseguradas por serviços da Secretaria de Estado da Santa Sé.